# Orange slice

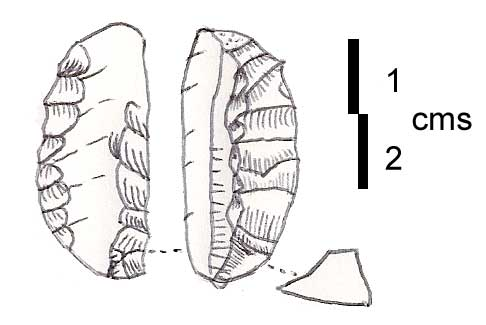
Orange slice - Ein frühes Sichelblatt-Element mit inversen, nicht-kontinuierlichen Retuschen auf beiden Seiten, ungezahnt; aus Habarjer III; Grau-schwarzer Feuerstein.

Als Orange slice werden im englischsprachigen Raum Sichel-Schneiden-Elemente bezeichnet, die aus Feuerstein hergestellt wurden. Den Begriff führten J. Hamal-Nandrin und J. Servais 1928 ein, als sie bei Ausgrabungen auf diese Formen stießen und sie französisch „Quartier d’orange“ bezeichneten. Die Feuersteinstücke werden aufgrund ihrer Form so genannt, die an das Segment einer Orange erinnert. Mehrere dieser Stücke wurden zusammen in Halterungen (Kieferknochen) eingesetzt und dienten als Schneidensegmente. Es gibt keine Hinweise auf bewusste Zähnelung der Schneiden.

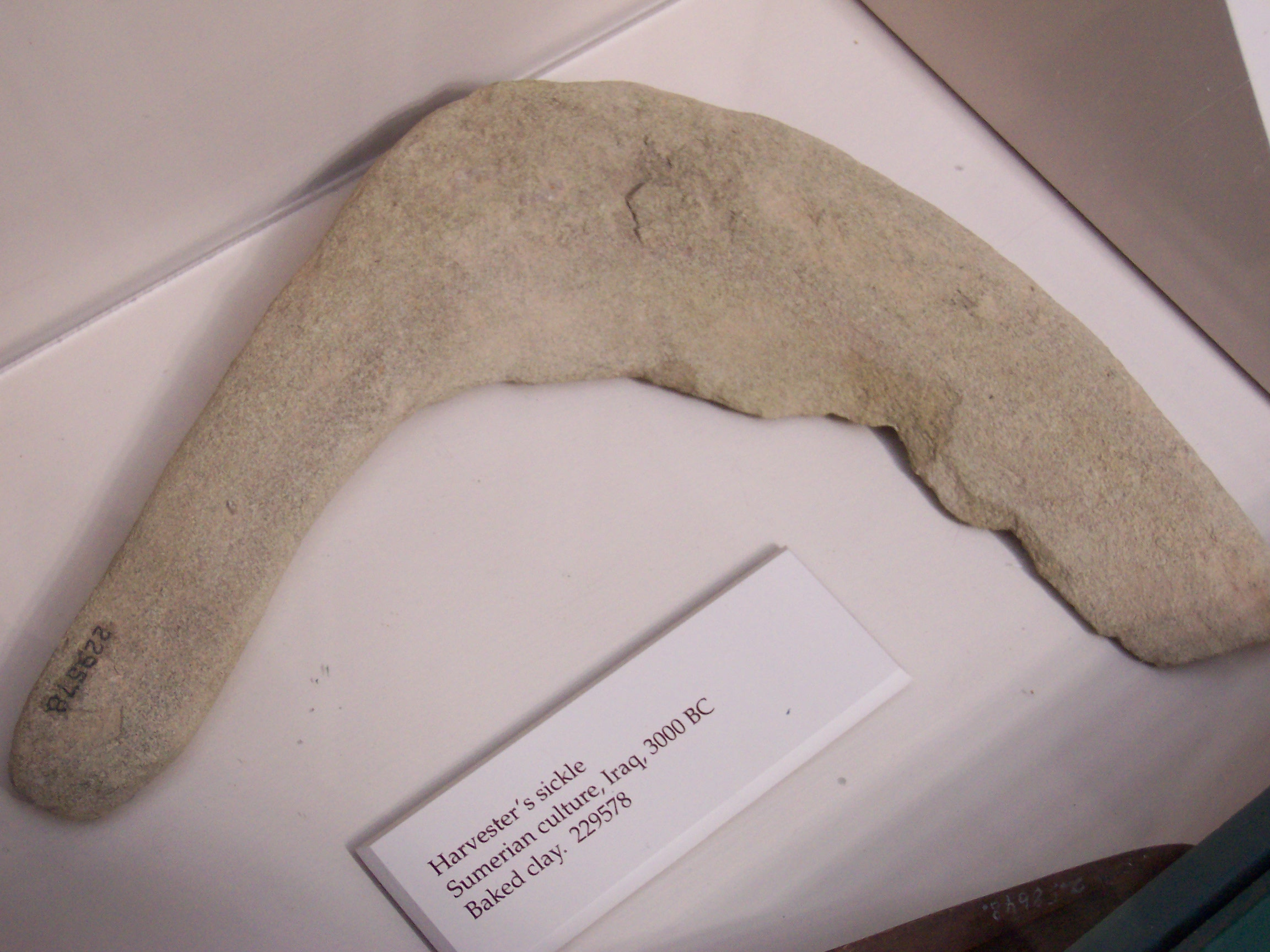
Sumerische Ton-Sichel.

Orange Slices fanden ab dem Beginn der Neolithischen Revolution Verwendung und wurden bisher vor allem im Libanon entdeckt, wo sie zusammen mit Äxten und größeren Flintsteinwerkzeugen des Typus „Heavy Neolithic“ (gros Neolithique/Gigantolithic) vorkamen. Sie sind kennzeichnend für die Qaraoun-Kultur in und um Qaraoun im Süden des Libanon. Fundorte waren Mejdel Anjar I (Majdal Anjar), Dakwe I und II, Habarjer III, Qaraoun I und II, Kefraya, sowie Beıdar Chamout. Orange Slices wurden in großer Zahl bei Qaraoun ausgegraben, woraus man schloss, dass sie zu einer spezialisierten jungsteinzeitlichen Industrie gehören.
Mittlerweile sind weitere Funde in anderen Regionen, wie zum Beispiel der Region Limbourg, gemacht worden.